# 像舒彭
像舒彭（？—509年），為南北朝時期鄧至首領之一。

## 生平
南齐高帝建元元年（479年），封他为“持节、平西将军”。齐武帝永明元年（483年），封为“西凉州刺史”。南梁武帝天监元年（502年），羌王“平北将军、西凉州刺史，像舒彭进号安西将军，封邓至王”。天监五年（506年），他遣使觐见，与梁朝保持联系。